# ドミニク・ペロー
ドミニク・ペロー（Dominique Perrault、1953年4月9日 -  ) は、フランスの建築家・都市計画家。 クレルモン＝フェラン生まれ。国立土木学校（ポン・ゼ・ショッセ）、パリ国立高等美術学校（ボザール）、パリ・ラ・ヴィレット国立建築学校 (fr) 卒業。社会科学高等研究院歴史学修士。
代表作に、フランス国立図書館、オリンピック自転車競技場（ベルリン）などがある。現在、Dominique Perrault Architecte（ドミニク・ペロー・アーシテクチュール, DPA）（パリ・ジュネーブ・マドリード）、リサーチプラットフォームDPAｘの代表。

## 受賞歴
- 1983年、PAN XIII
- 1984年、Someloir 工場 <Architecture et Maître d'Ouvrage>
- 1990年、ベルリエール工業館 <Architecture et Maître d'Ouvrage>
- 1992年、ベルリエール工業館 Moniteur 銀賞
- 1992年、フランス国立図書館、アーバニズム賞 銀賞
- 1992年、ベルリエール工業館  Constructa Preis'92 Européen 受賞
- 1993年、フランス国際建築賞 グランプリ
- 1995年、レジオンドヌール勲章、シュヴァリエ 受章
- 1996年、SAGEP 工場 Constructa Preis'96 Européen 工業建築部門 特別賞
- 1997年、フランス国立図書館  ミース・ファン・デル・ローエ賞 受賞
- 1999年、オリンピック自転車競技場/オリンピック・プール（ベルリン）  Deutscher Preis für architektur 2等 受賞
- 2000年、フランス国立図書館、椅子 AITコンクール 「オフィス家具」部門 1等
- 2001年、APRIX工場 <World Architecture Award> 工業建築部門 1等
- 2002年、ヴェニシュー市メディアテーク（フランス） <World Architecture Award> 公共建築部門 1等
- 2003年、インスブルック市庁舎 （オーストリア）、BTV Bauherrenpreis賞 受賞
- 2003年、スーパーマーケット M-Preis Wattens II BTV Bauherrenpreis賞 受賞
- 2005年、GKD工場（ケンブリッジ、USA） AIA Maryland USA ベストインダストリアルビルディング賞 受賞
- 2006年、インスブルック市庁舎、 Dedalo-Minosse International Prize 特別賞 受賞
- 2006年、スーパーマーケットM-Preis Zirl <New Alpine Architecture> 2006 受賞
- 2008年、プライオリー・パーク・パビリオン（Reigate、イギリス）Reigate Society Award 2008受賞
- 2008年、梨花女子大学校 ソウルメトロポリタンアーキテクチュアアワード2008 1等 受賞
- 2009年、ルクセンブルク欧州諸共同体司法裁判所 Concours Construction Acier 2009 1等受賞、European Steel  Design Award 2009 1等受賞
- 2009年、梨花女子大学校 グリーングッドデザイン、環境/ランドスケープ アーキテクチュアアワード 受賞
- 2009年、ボルチモア大学（USA）コンペティション AIAデザインアワード 受賞
- 2010年、集合住宅・オフィスの複合施設ONIX（リール）  FPC オフィス建築部門、イノベーション部門、共に銀のピラミッド賞 受賞
- 2010年、梨花女子大学校 AFEX 賞 グランプリ
- 2010年、建築家アカデミー より 金賞 受賞
- 2013年、レジオンドヌール勲章 オフィシエ 受章
- 2014年、スポーツセンター（ルーアン、フランス） 、オート＝ノルマンディー地域圏建築都市計画大賞 受賞
- [2014年、DCタワー（ウィーン）、スカイスクレーパーアワード 2等受賞
- 2015年、アカデミー・デ・ボザール メンバーに選出
- 2015年、高松宮殿下記念世界文化賞建築部門 受賞

## 竣工した建築/都市計画
- 1981-1983年、Someloir 工場（シャトーダン、フランス）
- 1983-1986年、住宅 «Les Caps Horniers» （ルゼ、フランス）
- 1983-1986年、パリ高等電子技術学院（ESIEE）（マルヌ＝ラ＝ヴァレ、フランス）
- 1986-1990年、ベルリエール工業館（パリ、フランス）
- 1987-1993年、イヴリー＝シュル＝セーヌの浄水場（イヴリー＝シュル＝セーヌ、フランス）
- 1988-1991年、ユジノール・サシロール会議場（サン＝ジェルマン＝アン＝レー、フランス）
- 1989-1995年、フランス国立図書館（パリ、フランス）
- 1992-1999年、オリンピック自転車競技場とオリンピック・プール（ベルリン、ドイツ）
- 1993-1995年、図書修復センター（バッシー＝サン＝ジョージ、フランス）
- 1996-2004年、インスブルック市庁舎（インスブルック、オーストリア）
- 1996-2008年、欧州諸共同体司法裁判所（ルクセンブルク、ルクセンブルク）
- 1997-1999年、アプリックス・ファクトリー（ナント、フランス）
- 1997-2001年、ヴェニッシューのメディア図書館（ヴェニッシュー、フランス）
- 1999-2003年、3つのスーパーマーケット MPreis、 Zirl、 Wattens（オーストリア）
- 1999-2008年、ホテルMEバルセロナ（バルセロナ、スペイン）
- 1999-2009年、Hinesオフィス（バルセロナ、スペイン）
- 2001-2004年、GKD工場USA（ケンブリッジ、メリーランド州、アメリカ）
- 2002-2009年、オリンピック・テニス・センター(ラ・カハ・マヒカ）(マドリード、スペイン）
- 2004-2006年、バタフライパビリオン、大地の芸術祭越後妻有アートトリエンナーレ（新潟、日本）
- 2004-2007年、工場改修、新DPAオフィス（パリ、フランス）
- 2005-2008年、プライオリー・パーク・パビリオン（Reigate、イギリス）
- 2004-2008年、梨花女子大学校（ソウル、韓国）
- 2004-2014年、DCタワー1、ドナウ・シティ（ウィーン、オーストリア）
- 2005-2009年、オフィスビル（ブローニュ＝ビヤンクール、フランス）
- 2005-2009年、ペルピニャン市複合施設 (ペルピニャン、フランス）
- 2005-2012年、集合住宅、オフィス、商業複合施設 Zacユーラリール2 （リール、フランス）
- 2006-2009年、オフィスビルONIX（リール、フランス）
- 2006-2009年、NHフィエラミラノ・ホテル 4*カテゴリー （ミラノ、イタリア）
- 2006-2010年、大阪富国生命ビル（大阪、日本）
- 2006-2012年、ルーアンのスポーツ競技場（ルーアン、フランス）
- 2007-2010年、Le Krisztina Palaceのファサード（ブダペスト、ハンガリー）
- 2007-2011年、集合住宅オフィスビル <La Liberté>  （フローニンゲン、オランダ）
- 2008-2011年、アルガンスエラ・フットブリッジ （マドリード、スペイン）
- 2009-2014年、アルビグランドシアター （アルビ、フランス）
- 2012-2013年、スイス連邦工科大学ローザンヌ校 (EPFL) 旧図書館改修（ローザンヌ、スイス）
- 2015-2018年、パリロンシャン競馬場（パリ・フランス）

## 進行中の建築/都市計画
- 2004-2014/2015年、ピアッザガリバルディ （地下鉄、周辺プラザ再開発）（ナポリ、イタリア）
- 2004-2016年、DCタワー2 ドナウ・シティ （ウィーン、オーストリア）
- 2005- 年、Ospedaliera Collinare地区マスタープラン （ナポリ、イタリア）
- 2005-2016/2018年、コングレスセンター、国際展示場（レオン、スペイン）
- 2007-2015年、ポン・デ・セーブのタワー （ブローニュ＝ビヤンクール、フランス）
- 2009-2018年、FFS中央駅周辺新地域開発 （ロカルノ、スイス）
- 2010- 年、ドゥブレ美術館増築改修 （ナント、フランス
- 2010-2015年、Roche研究所 （メラン、フランス）
- 2011-2015/2017年、スイス連邦工科大学ローザンヌ校、ティーチングブリッジ建設、機械工学棟（ME棟）増築改修（ローザンヌ、スイス）
- 2011-2015年、ベルサイユ宮殿 パビリオンデュフォー改修（ヴェルサイユ、フランス）
- 2011-2015年、オフィスビルSCE（ナント、フランス）
- 2011-2016年、The Blade-Tower B2-2 スカイアイランド（ソウル、韓国）
- 2011-2020年、Etang地区開発 （スイス、ジュネーブ）
- 2012- 年、インターナショナルアトリエ  グランパリ計画（パリ、フランス）
- 2012-2015年、96イエナ通りプロジェクト（パリ、フランス）
- 2012-2015年、エスプラナードタワー(フライブルク、スイス）
- 2012-2018年、 ルーブル通り中央郵便局 改修（パリ、フランス）
- 2013- 年、第5期拡張計画 欧州諸共同体司法裁判所 （ルクセンブルク、ルクセンブルク）
- 2013-2015年、ハンファ生命保険 保養所 （龍仁市、韓国）
- 2013-2018年、チューリッヒボルケーノ（オフィスビル） （チューリッヒ、スイス）
- 2013-2022年、ヴィルジュイフ・グスターブ・ロワシー・インスティチュート駅開発（ヴィルジュイフ、フランス）
- 2013-2015年、ベルリエール工業館 改修 (パリ、フランス）
- 2013-2015年、ロスチャイルド病院 改修再生 （パリ、フランス）
- 2013-2015年、パビリオン1,2 パーク・ドゥ・エキスポジション（パリ、フランス）
- 2014-2017年、ホテルグランドアレーナ（ホテル、オフィス）（ニース、フランス）

## 展覧会
- 1998年、1998.11.29-1999.02.13 TNProbe < Dominique Perrault : DES NATURES: Beyond Architecture>「ドミニク・ペロー: DES NATURES－都市という自然」

http://www.tnprobe.com/act/exhi08.html
- 2008年、2008.06.11-2008.09.29 ポンピドゥー・センター < Dominique Perrault Architecuture> 「ドミニク・ペロー」

https://www.centrepompidou.fr/cpv/ressource.action?param.id=FR_R-9faf9abffac447bb5d4898a62defdf5&param.idSource=FR_E-54421a8ea3a2248892d821f8521c9b38
- 2010年、2010.10.23-2010.12.26 東京オペラシティアートギャラリー < Dominique Perrault -Urban Landscape>  「ドミニク・ペロー-都市というランドスケープ」

https://www.operacity.jp/ag/exh123/
- 2013年、2013.06.05-2012.07-29 スイス連邦工科大学ローザンヌ校 (EPFL) 施設BI、 <Dominique Perrault Architecture- Territoires et Horizons> 「ドミニク・ペロー・アーシテクチュール テリトリーとホライズン」

http://memento.epfl.ch/event/exposition-de-l-architecte-dominique-perrault/
- 2015年、2015.01-current DPAx <GRANDSCAPE> 「グランドスケープ」